# イメージ戦略
イメージ戦略（イメージせんりゃく）とは経営学用語の一つ。イメージというのは商品の評価と結びつきやすく、このことからイメージというのは商品の購買とも深い関係を持つことになる。
このため企業は、商品のイメージを築くことを目的とした行動をとることになる原理があり、このことをイメージ戦略という。イメージ戦略においては、望ましいイメージを作り出すということが重要であり、広告が有効な手段である。企業の外国への進出などで、現地において消費者となる人々がまだ商品を選択することが困難な状態である場合には、イメージ戦略を重要としていく。まずは映画や音楽などのエンターテイメントでその国の文化をインプット、その国の企業の商品であることを購入意欲に繋げるといった形である。この場合には、コンテンツと商品の結びつきが重要となる。現地において人気のある外国人もイメージ戦略に起用されることが多く、その外国人の国の企業の商品であるということも宣伝ということになり、このことからも消費者は商品を選択するということになる。